# Parornix vicinella
Parornix vicinella là một loài bướm đêm thuộc họ Gracillariidae. Nó được tìm thấy ở Hoa Kỳ (Pennsylvania và Maine).
Ấu trùng ăn Betula alleghaniensis và Betula flava. Chúng ăn lá nơi chúng làm tổ.